# Casper Faassen
Casper Faassen (Leidschendam, 23 december 1975) is een Nederlands kunstenaar, die fotografie en schilderkunst combineert.

## Leven en werk
Faassen bracht zijn vroege jeugd door in Leidschendam. In 1994 behaalde hij het vwo-diploma aan het Bonaventuracollege in Leiden. Daarna studeerde hij communicatiewetenschappen, maar al snel werd hij schilder. Faassen startte met sportschilderijen (met name honkbal, een sport die hij in zijn jeugd beoefende) en ging langzaam via traditionele schilderonderwerpen over op een combinatie van schilderkunst en fotografie. Hij heeft een atelier in Leiden. Faassens werk is door diverse musea aangekocht, zoals het Frans Hals Museum, Museum De Lakenhal en het Haags Historisch Museum.

## Trivia
Faassen is een volle neef van Jorrit Faassen.